# Miguel Gonçalves
Miguel Gonçalves (crioll capverdià Migel Gonsalvis, crioll de Fogo Miguel Gonsalves) és una vila al centre de l'illa de Fogo a l'arxipèlag de Cap Verd. Està situada 8 kilòmetres a l'est de São Filipe, en una elevació de 900 metres.